# Saison 2018-2019 de Waasland-Beveren
Chronologie
Saison précédente Saison suivante
La saison 2018-2019 de Waasland-Beveren voit le club évoluer en Division 1A. C'est la 6e saison du club au plus haut niveau du football belge et la 6e consécutive. Il participe à la Coupe de Belgique.

## Préparation d'avant-saison

### Matchs amicaux
| 1er match                      | KFC Vrasene | 0 - 4 | Waasland-Beveren              | Braderick, Vrasene |  |
| Samedi 23 juin 2018 19:00 CEST |             |       | Heymans ? · Sadiku ? · Ndao ? |                    |  |

| 2e match                         | KVK Svelta Melsele | 0 - 5   | Waasland-Beveren                      | Melsele |  |
| Mercredi 27 juin 2018 19:30 CEST |                    | (0 - 0) | Ndiaye 47e 55e 58e 64e · Jubitana 89e |         |  |

| 3e match                       | SK Sint-Niklaas | 1 - 3   | Waasland-Beveren              | Stedelijk Sportcentrum, Saint-Nicolas |  |
| Samedi 30 juin 2018 19:30 CEST | ? 8e            | (1 - 3) | Jubitana 21e · Ndiaye 31e 45e |                                       |  |

| 4e match                           | Waasland-Beveren | 1 - 0   | RE Mouscron |                                           |                                           |
| Vendredi 6 juillet 2018 17:00 CEST | Heymans 87e      | (0 - 0) |             | Spectateurs : 0 Arbitrage : M. Vandeweght | Spectateurs : 0 Arbitrage : M. Vandeweght |

| 5e match                   | Waasland-Beveren | 1 - 2   | Cercle Bruges KSV     | Stade du KVK Svelta Melsele, Melsele |  |
| Samedi 7 juillet 2018 CEST | Badibanga 15e    | (1 - 2) | Tormin 39e · Omar 45e |                                      |  |

| 6e match                            | KFCO Beerschot Wilrijk | 1 - 1   | Waasland-Beveren | Visputten, Hoboken |  |
| Dimanche 15 juillet 2018 13:00 CEST | Vanzeir 30e            | (1 - 0) | Ampomah 53e      |                    |  |

| 7e match                          | Waasland-Beveren                     | 3 - 0   | KV Malines | Freethiel, Beveren |  |
| Samedi 21 juillet 2018 16:00 CEST | Massop 6e · Ndiaye 66e · Ampomah 87e | (1 - 0) |            |                    |  |

## Statistiques
Les matchs amicaux ne sont pas pris en compte.